# نشانه چهار (فیلم ۱۹۸۳)
«نشانه چهار» (انگلیسی: The Sign of Four (1983 film)) یک فیلم است که در سال ۱۹۸۳ منتشر شد. از بازیگران آن می‌توان به ایان ریچاردسون اشاره کرد. این فیلم درباره پدر زنی جوان است که پس از ناپدید شدند اتفاقاتی رخ میدهد که شرلوک هلمز را وارد داستان میکند.